# Klin (rejon diemidowski)
Klin (ros. Клин) – wieś (ros. деревня, trb. dieriewnia) w zachodniej Rosji, w osiedlu wiejskim Słobodskoje rejonu diemidowskiego w obwodzie smoleńskim.

## Geografia
Miejscowość położona jest nad rzeką Skrytiejka, 2 km od drogi regionalnej 66N-0528 (Prżewalskoje – Głaskowo), 9,5 km od centrum administracyjnego osiedla wiejskiego (Staryj Dwor), 42 km od centrum administracyjnego rejonu (Diemidow), 87 km od stolicy obwodu (Smoleńsk), 61,5 km od granicy z Białorusią.
W granicach miejscowości znajduje się ulica Ługowaja (5 posesji).

## Demografia
W 2010 r. miejscowość zamieszkiwały 2 osoby.

## Historia
W czasie II wojny światowej od lipca 1941 roku wieś była okupowana przez hitlerowców. Wyzwolenie nastąpiło we wrześniu 1943 roku.